# Caps
Rasmus Borregaard Winther (Copenhague, 17 de noviembre de 1999), más conocido por su sobrenombre dentro del juego Caps, es un jugador profesional danés de League of Legends que actualmente juega como "midlaner" en G2 Esports, que compite en la League of Legends European Championship (LEC).

## Carrera profesional

### Temporada 2018
En esta temporada consiguió ganar los torneos o splits de primavera y verano de la EU LCS (l'antigua LEC) con Fnatic. Disputó la final del split de primavera contra su actual equipo, G2. Fnatic se impuso en un claro 3-0. En la final del torneo de verano derrotó a su rival, Schalke 04, en un 3-1. En ambos consiguió una plaza en el 1st All-Pro Team, e incluso obtuvo el trofeo al mejor jugador      (MVP) de la temporada.
Al ganar el torneo de verano de la EU LCS se clasificó directamente para los mundiales de ese año. Fnatic entró en el grupo D juntamente con 100 Thieves, Invictus Gaming y G-Rex. Con 5 victorias a su favor avanzaron a los cuartos de final en los que derrotaron al equipo chino de EDward Gaming en un 3-1. La gran actuación de Caps con Azir y LeBlanc ayudó a Fnatic a ganar la semifinal sin perder un solo partido contra el equipo norteamericano de Cloud9. Desde los primeros mundiales no había un equipo europeo que llegara a la final de los Worlds, pero fueron barridos por un 3-0 contra el equipo chino y su rival de grupo, Invictus Gaming.

### Temporada 2019
En esta temporada, Caps dejó Fnatic y firmó por G2 Esports. G2 dominó en el split de primavera de la nueva LEC con 13 victorias y sólo 5 derrotas en la temporada regular, en la que Caps volvió a ganar el premio al MVP. Así Caps se proclamó como el primer jugador en conseguir dos títulos de MVP seguidos en equipos diferentes. G2 no dejó escapar ninguna partida en los playoffs y jugó la final contra Origen en la que se impusieron en otro 3-0. Esta victoria les permitió clasificarse para el Mid-Season Invitational o MSI.
En la final del MSI, G2 Esports luchó contra el campeón norteamericano, Team Liquid y los derrotaron por 3-0. Caps ganó el MVP del torneo. Con esta victoria G2 Esports se proclamó el primer equipo europeo en ganar un trofeo internacional desde que Fnatic ganó el primer mundial. Además también es el único equipo no asiático en ganar un MSI.
En el split de verano los campeones del MSI volvieron a llegar a la final. Esta vez contra el antiguo equipo de Caps, Fnatic. En un mejor de cinco igualado hasta la última partida, G2 se impuso a Fnatic y con un 3-2 final G2 Esports ganó el título y el pase directo a los mundiales de 2019.
En el mundial, G2 Esports entró en el grupo A juntamente con Griffin, Cloud9 y Hong Kong Attitude. Con 5 victorias G2 va pasó a cuartos de final como segundo de grupo. En esta ronda se enfrontaron a DAMWON Gaming, el tercer equipo sud-coreano clasificado para los mundiales, a los que derrotaron por 3-1. En la semifinal se vieron las caras contra SK Telecom T1, el tres veces campeón del mundo y el actual campeón de la LCK (la liga coreana). G2 consiguió ganarles por 3-1 y así, al igual que Fnatic el año anterior, llegó a la final contra un equipo chino, FunPlus Phoenix y, como Fnatic, perdieron 3-0 y con las elecciones de Veigar y Pyke por parte de Caps resultaron ser ineficaces. Así Caps ha sido el primer jugador europeo en perder dos finales del mundo seguidas.

## Pentakills en competitivo
Caps ha conseguido hacerse tres pentakills (conseguir llevarse la muerte de todo el equipo rival él mismo) en competiciones oficiales. La primera fue antes de su entrada en la máxima competición europea con el equipo de Nerv, Caps jugando Aurelion Sol consiguió la pentakill que le dio la victoria a su equipo. La segunda pentakill que Caps logró fue en G2 en el segundo mapa de la semifinal del MSI 2019 contra SK Telecom T1. La Akali de Caps consiguió barrer a todo el equipo coreano igualando la serie en un 1-1. La última pentakill que Caps consiguió fue en los play-off de la LEC Primavera 2020 contra Origen. En la primera partida de la serie G2 consiguió el Barón Nashor y justo seguido el Ezreal de Caps eliminó a todos los integrantes del equipo rival poniendo el 1-0 en la serie.

## Resultados de las competiciones

### Fnatic
- 5-8º - League of Legends World Championship 2017
- 1º - EU LCS Primavera 2018[6]
- 1º - Rift Rivals NA-EU 2018
- 1º - EU LCS Verano 2018
- 2º - League of Legends World Championship 2018

### G2 Esports
- 1º - LEC Primavera 2019
- 1º - Mid-Season Inviational 2019
- 1º - LEC Verano 2019
- 2º - League of Legends World Championship 2019
- 1  - LEC Primavera 2020
- 1  - LEC Verano 2020
- 1  - LEC Primavera 2022
- 1  - LEC Invierno 2023

## Premios individuales
- MVP de la EU LCS Verano 2018
- MVP de la LEC Primavera 2019
- MVP del Mid-Season Invitational 2019